# Progresivní kandidátka za mír
Progresivní kandidátka za mír (hebrejsky: הרשימה המתקדמת לשלום; ha-Rešima ha-Mitkademet le-Šalom) byla izraelská politická strana založená roku 1984.

## Okolnosti vzniku a ideologie strany
Strana vznikla roku 1984 sloučením židovských levicově alternativních politických proudů a Pokrokového hnutí soustředěného do Nazaretu mezi tamní izraelské Araby. Ve volbách roku 1984 strana získala dva mandáty (Mohamed Mi'ari a Matitjahu Peled). V roce 1985 přijal Kneset zákonnou úpravu, která měla zamezit kandidatuře těch politických stran, jež zpochybňují stát Izrael jako stát židovského národa. Původní motivací pro přijetí této novely bylo postavit mimo zákon nacionalistickou židovskou stranu Kach, ale zákon byl namířen i proti extrémně levicovým a arabsky nacionalistickým formacím. Před volbami roku 1988 se toto opatření stalo základem pro rozhodnutí Ústřední volební komise nepovolit účast Progresivní kandidátky za mír ve volbách. Nejvyšší soud Státu Izrael ale toto rozhodnutí zvrátil a strana se mohla voleb účastnit. Jeden z předáků strany Josi Bard odmítl, že by strana neuznávala židovský charakter státu, ale potvrdil, že trvá na přeměně Izraele na zcela demokratický stát bez jakékoliv diskriminace nežidovských občanů. V dubnu 1988 byl mluvčí strany Adam Keller zatčen vojenskou policií během výkonu záložní vojenské služby. Byl obviněn z malování protiválečných nápisů na tanky a další vojenská vozidla. Keller se k činům přiznal, ale zároveň odmítal, že by postupoval na základě příkazu své strany.
Ve volbách roku 1988 strana získala jeden mandát (Mohamed Mi'ari). Ve volbách roku 1992 došlo ke zvýšení prahu pro přidělení mandátu na 1,5 %. Progresivní kandidátka za mír získala jen 0,9 % hlasů a neobdržela zastoupení v Knesetu. Strana poté přestala fungovat.